# Szymon Ballacchi
Szymon Ballacchi (ur. ok. 1240 w Santarcangelo di Romagna; zm. w listopadzie 1319 w Rimini) – błogosławiony Kościoła katolickiego, włoski dominikanin (brat zakonny).

## Życiorys
Urodził się w rodzinie szlacheckiej. Dwóch jego wujów było arcybiskupami Rimini, a jego młodszy brat został księdzem. On sam w wieku 27 lat, wbrew woli rodziny, wstąpił do zakonu dominikanów w Rimini, gdzie przydzielono go do pracy w ogrodzie. Stał się znany z prostoty życia, ścisłego przestrzegania reguły zakonnej oraz katechizacji dzieci. Miał doznawać wizji różnych świętych. W wieku 57 lat stracił wzrok.
Jego kult zatwierdził Pius VII 14 marca 1820 r.